# 三帖和讃

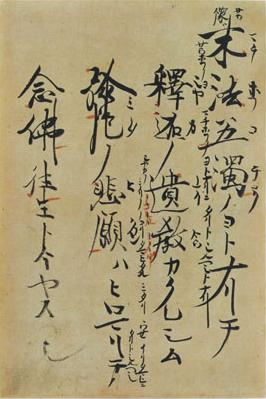
親鸞筆「三帖和讃」（専修寺蔵）

三帖和讃（さんじょうわさん）は、親鸞の著作である『浄土和讃』、『高僧和讃』、『正像末和讃』の総称である。南北朝時代には、この総称が用いられるようになる。高田派では、『皇太子聖徳奉讃』75首を加えて「四帖和讃」と総称することも。三帖和讃は1953年（昭和28年）11月14日、国宝に指定された。
親鸞は、晩年まで加筆、再訂する。真跡本は、完全なものは発見されていない。専修寺蔵の「国宝本」に一部が真跡と認められる限りである。「文明本」など書写本が数多く残る。書写する際に加筆・再訂され、和讃数や順序などが写本により異なる。後に本願寺第八世 蓮如によって「正信念仏偈」とともに「三帖和讃」（文明本）が開版され、門徒の朝夕の勤行に用いられるようになる。

## 浄土和讃
『浄土和讃』（じょうどわさん）1巻は、宝治2年（1248年）頃の著作と言われる。「三帖和讃」の一つ。
118首の和讃からなる。

## 高僧和讃
『高僧和讃』（こうそうわさん）1巻は、『浄土和讃』と同じく宝治2年（1248年）頃の著作と言われる。『浄土高僧和讃』とも言う。「三帖和讃」の一つ。
親鸞が選定した「七高僧」を讃える119首の和讃からなる。

## 正像末和讃
『正像末和讃』（しょうぞうまつわさん）1巻は、正像末法和讃とも言う。正嘉元年（1257年）頃の著作と言われる。「三帖和讃」の一つ。
全部で116首の和讃からなる。

## 関連文献
- 石田瑞麿訳 『親鸞全集 第4巻 和讃　消息 他』 春秋社、新装版2010年